# Chigüinto
Chigüinto o Chihuinto es una localidad chilena ubicada en la Provincia del Huasco, Región de Atacama. Que de acuerdo a su población es una entidad que tiene el rango de  caserío. Esta localidad forma parte del Valle de El Tránsito, que antiguamente se conocía como Valle de los Naturales.

## Historia
Los antecedentes históricos de Chigüinto son escasos.
Antiguamente, constituyó un asentamiento indígena del Valle de El Tránsito.
En este lugar se asentó una comunidad Presbiteriana.
Para 1899 esta localidad era un fundo.

Chihuinto.-Fundo de la parte oriental del departamento de Vallenar, poco más arriba del paraje de las Juntas y al E. de Punta Negra del valle del riachuelo de Tránsito.
 Francisco Astaburuaga, 1899

## Turismo
El principal atractivo de la localidad de Chigüinto lo constituye la capilla de la iglesia presbiteriana construida por horacio Peralta.
En las proximidades, en la margen norte del río se ubica una mina de mármol.

## Accesibilidad y transporte
La localidad de Chigüinto se ubica al interior del poblado de Alto del Carmen y de la ciudad de Vallenar.
Existe transporte público diario a través de buses de rurales desde el terminar rural del Centro de Servicios de la Comuna de Alto del Carmen, ubicado en calle Marañón 1289, Vallenar.
Si viaja en vehículo propio, no olvide cargar suficiente combustible en Vallenar antes de partir. No existen puntos de venta de combustible en la comuna de Alto del Carmen.
A pesar de la distancia, es necesario considerar un tiempo mayor de viaje, debido a que la velocidad de viaje esta limitada por el diseño del camino. Se sugiere hacer una parada de descanso en el poblado de Alto del Carmen o en Marquesa para hacer más grato su viaje.
El camino es transitable durante todo el año, sin embargo es necesario tomar precauciones en caso de eventuales lluvias en invierno.

## Alojamiento y alimentación
En la comuna de Alto del Carmen existen pocos servicios de alojamiento formales en Alto del Carmen y en Chanchoquín Grande, se recomienda hacer una reserva con anticipación.
En Chigüinto no hay servicios de Camping, pero frente de la iglesia presbiteriana hay un servicio de alojamiento en especial para el grupo familiar, es una casa tradicional llamada "la yoyita", sin embargo se puede encontrar algunas facilidades para los campistas en La Junta y en Chanchoquín Grande.
Los servicios de alimentación son escasos, existiendo en Alto del Carmen, Chanchoquín Grande y en El Tránsito algunos restaurantes.
En muchos poblados como Marquesa y El Tránsito hay pequeños almacenes que pueden facilitar la adquisición de productos básicos durante su visita.

## Salud, conectividad y seguridad
Chigüinto cuenta con servicio de electricidad, iluminación pública y red de agua potable rural.
En el poblado de Alto del Carmen existe un Reten de Carabineros de Chile y un Centro de Salud Familiar dependiente del Municipio de Alto del Carmen.
Chigüinto no cuenta con servicio de teléfonos públicos rurales, sólo con señal para teléfonos celulares.
El Municipio cuenta con una red de radio VHF en toda la comuna en caso de emergencias, incluyendo Chigüinto.

## Educación
En esta localidad se encuentra la Escuela Chigüinto G-76. Esta escuela atiende 4 alumnos. Cuenta con un aula, una multicancha, comedor y cocina.